# كوانتم أوف سالس: 007
كوانتم أوف سالس: 007 (بالإنجليزية: 007: Quantum of Solace)‏ هي لعبة فيديو صدرت في 2008. وهي متوفرة على أجهزة إكس بوكس 360 وبلاي ستيشن 3 وبلاي ستيشن 3 ونينتندو دي إس ووي وويندوز . وهي من نشر أكتيفجن.

## روابط خارجية
- كوانتم أوف سالس: 007 على موقع IMDb (الإنجليزية)